# Sydney Sweeney
Sydney Sweeney, née le 12 septembre 1997 à Spokane (Washington), est une actrice et productrice américaine.
Elle est connue pour ses rôles dans des séries télévisées comme Emaline Addario dans la série Netflix Everything Sucks!. Elle est également apparue dans la mini-série HBO Sharp Objects avec Amy Adams puis gagne en reconnaissance internationale dans les séries Euphoria et The White Lotus.

## Biographie

### Jeunesse
Sydney Bernice Sweeney est née et a grandi à Spokane, Washington. Elle a un frère cadet nommé Trent. Sa mère, Lisa Mudd, est avocate pénaliste. Son père, Steeven Sweeney, est un professionnel de l'hôtellerie,. Elle est élevée dans le nord de l'Idaho, dans la maison où vit sa famille depuis cinq générations, située au bord d'un lac.
Suite à un diagnostic d'hyperactivité, elle apprend le Taekwondo dès l'âge de 5 ans et devient une passionnée d'arts martiaux.  À 14 ans, elle participe à des compétitions d'arts martiaux mixtes.  Elle pratique également de nombreuses disciplines : football, baseball, slalom, wakeboard. Un accident de wakeboard lorsqu'elle est enfant lui laisse une cicatrice près de l'œil. Elle suit une formation de combattante MMA et participe à des compétitions de lutte au lycée,. Sweeney étudie également l'entrepreneuriat.
Elle s'intéresse ensuite au métier d'actrice après avoir voulu auditionner pour un rôle dans un film indépendant qui était venu dans sa ville. Afin de convaincre ses parents, elle leur présente un plan d'affaires de cinq ans. Ils acceptent et la famille déménage à Los Angeles.

### Carrière
En 2019, elle commence sa carrière en jouant le rôle de Cassie Howard dans la série dramatique HBO Euphoria, un rôle qui lui vaut une nomination pour le Primetime Emmy Award de la meilleure actrice dans un second rôle dans une série télévisée dramatique en 2022. Diffusée depuis le 16 juin 2019 sur HBO, la série est co-produite par le rappeur Drake. Sydney Sweeney joue aux côtés de Zendaya, Maude Apatow, Eric Dane et Jacob Elordi. La même année elle joue dans le film Once Upon a Time… in Hollywood de Quentin Tarantino.
En 2020, Sydney Sweeney crée sa société de production Fifty-Fifty Films. En septembre 2020, elle s'associe avec la compagnie Crazyrose de Jean-Marc Vallée et Nathan Ross ainsi qu'Endeavor Content pour créer la série The Player’s Table basée sur le roman They Wish They Were Us de Jessica Goodman et mettant en vedette la chanteuse Halsey. Le projet est abandonné.
En 2023, elle joue avec Glen Powell dans la comédie romantique Tout sauf toi (Anyone but You) de Will Gluck, dont la première a lieu en décembre 2023. les recettes du film dépassent les 200 millions de dollars dans le monde,.
En 2024, elle tient le rôle de Julia Cornwall Carpenter aux côtés de Dakota Johnson dans le film de super-héros Madame Web de S. J. Clarkson (en), qui se déroule dans l'univers Sony's Spider-Man Universe. La même année, elle produit et joue dans le film d'horreur  Immaculée et jouera dans le film Echo Valley.

### Vie privée
En février 2022, Sydney Sweeney s'est fiancée à l’homme d’affaires Jonathan Davino, son petit ami depuis 2018. Ils se sont séparés en 2025 et leur mariage (initialement prévu en mai) a été annulé.

## Polémique
En juillet 2025, elle est l'égérie d'une campagne publicitaire de la marque American Eagle dans laquelle est interprété un jeu de mots avec les homophones jeans et gènes (jeans et genes se prononcent de la même manière en anglais.) par des médias, l'accusant de promouvoir des idées nationalistes. Des médias libéraux et chroniqueurs progressistes mettent en avant le double-sens suprémaciste blanc et eugéniste de la publicité,,. À l'inverse, des membres du Parti républicain (dont Donald Trump) et des médias conservateurs défendent l'actrice et la publicité ; certains évoquent une tentative de cancel culture de la part d'une gauche qualifiée de « woke »,,,,. Ces soutiens interviennent après que la presse américaine a souligné que Sydney Sweeney était adhérente du Parti républicain depuis juin 2024 au moins,.

## Engagements
En décembre 2020, The Spokesman-Review rapporte que Sydney Sweeney a fait don de 12 000 $ à des restaurants de sa ville natale de Spokane, qui ont utilisé les fonds pour servir des repas dans des refuges pour sans-abri.

## Filmographie

### Cinéma

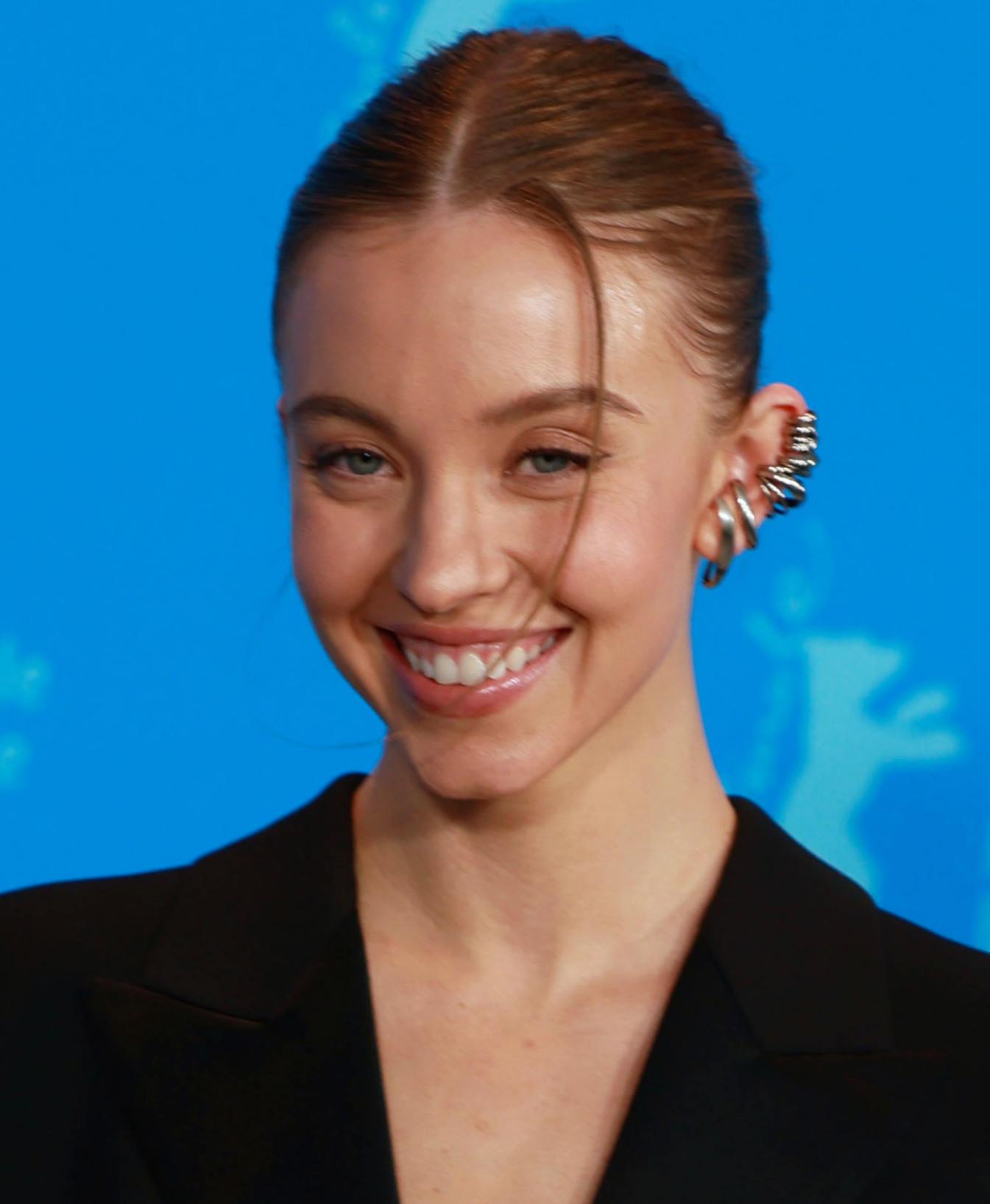
Sydney Sweeney à la Berlinale 2023.

- 2010 : ZMD: Zombies of Mass Destruction de Kevin Hamedani : Lisa
- 2010 : The Opium Eater de David Bertelsen : Sarah Detzer
- 2010 : The Ward : L'Hôpital de la terreur (John Carpenter's The Ward) de John Carpenter : Alice, jeune
- 2013 : Spiders 3D de Tibor Takács : Emily
- 2014 : Angels in Stardust de William Robert Carey : Annie
- 2015 : The Martial Arts Kid de Michael Baumgarten : Julia
- 2016 : Cassidy Way de Harvey Lowry : Kelsey Connors
- 2017 : L'Attaque des fourmis géantes de Ron Carlson : Sam
- 2017 : It Happened Again Last Night (court métrage) de Roze et Gabrielle Stone : Paige, jeune
- 2017 : Vikes de Tenney Fairchild : Ida
- 2018 : Relentless de Lance Tracy : Ally
- 2018 : Tell Me Your Name de Jason DeVan : Ashley
- 2018 : Under the Silver Lake de David Robert Mitchell : escort-girl de l'agence Shooting Star
- 2019 : Big Time Adolescence de Jason Orley : Holly
- 2019 : Clementine de Lara Gallagher : Lana
- 2019 : Once Upon a Time… in Hollywood de Quentin Tarantino : Dianne « Snake » Lake
- 2020 : Nocturne de Zu Quirke : Juliette
- 2021 : Downfalls High de Machine Gun Kelly et Mod Sun : Scarlett
- 2021 : Night Teeth d'Adam Randall : Eva
- 2021 : The Voyeurs de Michael Mohan : Pippa
- 2023 : Reality de Tina Satter : Reality Winner
- 2023 : Tout sauf toi (Anyone but You) de Will Gluck : Bea
- 2024 : Madame Web de S. J. Clarkson : Julia Carpenter / Spider-Woman
- 2024 : Immaculée (Immaculate) de Michael Mohan : Cécilia
- 2024 : Echo Valley de Michael Pearce : Claire Garrett
- 2024 : Eden de Ron Howard : Margret Wittmer
- 2025 : Americana de Tony Tost : Penny Jo
- 2025 : La Femme de ménage (The Housemaid) de Paul Feig : Millie (également productrice déléguée)
- 2025 : Christy de David Michôd : Christy Martin (en) (également productrice)

### Télévision

#### Séries télévisées
- 2009 : Heroes : une petite fille
- 2009 : Esprits criminels (Criminal Minds) : Dani Forester
- 2010 : Chase : Kayla Edwards
- 2010 : 90210 Beverly Hills : Nouvelle Génération : une fille dans le magasin où travaille Liam
- 2011 : Tatami Academy : Kelsey Vargas
- 2014 : Grey's Anatomy : Erin Weaver
- 2017 : Monster School Animation : Madeline Rayon
- 2017 : The Middle : une étudiante
- 2017 : Pretty Little Liars : Willa
- 2017 : In the Vault : Haley Caren (7 épisodes)
- 2018 : Everything Sucks! : Emaline Addario (10 épisodes)
- 2018 : The Handmaid's Tale : La Servante écarlate : Eden (7 épisodes)
- 2018 : Sharp Objects : Alice (7 épisodes)
- depuis 2019 : Euphoria : Cassie (rôle principal)
- 2021 : The White Lotus : Olivia Mossbacher (6 épisodes)

#### Téléfilms
- 2011 : The Bling Ring : Izzy Fishman
- 2015 : Trafic d'adolescents de Alex Wright : Emma Hudson
- 2018 : Ma fille, cette inconnue (The Wrong Daughter) de Ben Meyerson : Samantha

### Clips vidéo
- 2019 : Graveyard d'Halsey[31]
- 2023 : Angry des Rolling Stones

## Distinctions et récompenses

### Distinctions
| Année | Cérémonie               | Prix                            |
| ----- | ----------------------- | ------------------------------- |
| 2022  | CANNESERIES             | Madame Figaro Rising Star Award |
| 2022  | ATX Television Festival | Breakthrough Award              |

### Récompenses et nominations
Cette section récapitule les principales récompenses et nominations obtenues par Sydney Sweeney.
 Sauf indication contraire, les informations mentionnées dans cette section peuvent être confirmées par la base de données cinématographiques IMDb,  présente dans la section « Liens externes ».
| Année | Cérémonie             | Prix                                                                                                 | Films / Série   | Résultat   |
| ----- | --------------------- | --- | --------------- | ---------- |
| 2022  | Primetime Emmy Awards | Primetime Emmy Award de la meilleure actrice dans un second rôle dans une série télévisée dramatique | Euphoria        | Nomination |
| 2022  | Primetime Emmy Awards | Primetime Emmy Award de la meilleure actrice dans un second rôle dans une mini-série ou un téléfilm  | The White Lotus | Nomination |

| Année | Cérémonie                                                              | Prix | Films / Séries                             | Résultat   |
| ----- | ---------------------------------------------------------------------- | --- | ------------------------------------------ | ---------- |
| 2010  | Festival international du film et de la vidéo indépendants de New York | Meilleure actrice | Takeo                                      | Lauréat    |
| 2011  | Young Artist Awards                                                    | Meilleure performance dans un court métrage - Jeune actrice                                                                          | Takeo                                      | Nomination |
| 2011  | Young Artist Awards                                                    | Meilleure performance dans une série télévisée - Invitée avec une jeune actrice 11-15                                                | Chase                                      | Nomination |
| 2019  | Young Artist Awards                                                    | Meilleure performance d'ensemble dans une série ou un film streaming                                                                 | Everything Sucks!                          | Nomination |
| 2019  | Sidewalk film festival                                                 | Meilleur long métrage - Mention spéciale                                                                                             | Clementine                                 | Lauréat    |
| 2019  | Screen Actors Guild Awards                                             | Screen Actors Guild Award de la meilleure distribution pour une série télévisée dramatique                                           | The Handmaid's Tale : La Servante écarlate | Nomination |
| 2021  | Pena de Prata                                                          | Meilleur distribution dans une série limitée ou une série d'anthologies ou une émission spéciale                                     | The White Lotus                            | Lauréat    |
| 2022  | MTV Movie & TV Awards                                                  | Meilleure performance dans une série télévisée                                                                                       | Euphoria                                   | Nomination |
| 2022  | MTV Movie & TV Awards                                                  | Meilleur combat (avec Alexa Demie)                                                                                                   | Euphoria                                   | Lauréat    |
| 2022  | Dorian Awards                                                          | Meilleure performance de support TV                                                                                                  | Euphoria                                   | Nomination |
| 2022  | Hollywood Critics Association TV Awards                                | Meilleure actrice dans un second rôle dans un réseau de diffusion ou une série limitée par câble, une série d'anthologies ou un film | The White Lotus                            | Nomination |
| 2022  | Hollywood Critics Association TV Awards                                | Meilleure actrice dans un second rôle dans un réseau de diffusion ou une série câblée, dramatique                                    | Euphoria                                   | Nomination |
| 2022  | Gold Derby Awards                                                      | Meilleur second rôle féminin dans une série dramatique (Best Drama Supporting Actress)                                               | Euphoria                                   | Nomination |
| 2022  | People's Choice Awards                                                 | Star de série télévisée dramatique de l'année (Drama TV star of the year)                                                            | Euphoria                                   | En attente |